# 西班牙航空5022号班机空难
西班牙航空5022航班是由西班牙巴塞罗那埃尔普拉特机场飛往加那利群島大加那利機場，经停马德里巴拉哈斯機場的定期國內航班。2008年8月20日，由一架註冊編號EC-HFP的MD-82客機執行此航班，在馬德里起飛時衝出跑道並爆炸起火。機上共載有172名乘客和機组人員，包括2名嬰兒；截至當地時間當日下午已確認149人死亡。8月24日，生还者中一人伤重不治，使整体死亡人数上升至154人，僅18人倖存。這次空難是西班牙23年來最多人死亡的空難事故。

## 事故
根据西班牙航空表述，事故发生在当地时间14时45分，飞机正在执行起飞任务；但另有消息称事故的准确发生时间是14时25分。这架被命名为“太阳风”的飞机，注册编号为EC-HFP，使用普惠JT8D-219引擎（生产编号53148，道格拉斯生产线编号2142），於1993年11月18日交付予大韓航空，最初編為HL7204，1998年改編號為HL7548，西班牙航空次年7月將其購入。肇事飛機共載有172人，包括162名乘客，4名待命机组人员和6名执勤机组人员。

## 機組
這架飛機有6名機組人員，其中包括39歲的機長安東尼奧·加西亞·盧納（Antonio Garcia Luna）和31歲的副駕駛弗朗西斯科·哈維爾·穆萊特（Francisco Javier Mulet）。

## 初步調查
机场管理当局所拍摄的录像显示空难发生时，飞机的引擎既没有发生爆炸也没有着火。飞机在起飞后极短的时间裡便向右翻滚，无法保持足够的航速以维持高度，最后坠毁在跑道尽头附近。飞机至少折断成两截并伴随着强烈的大火和猛烈的爆炸。西班牙航空证实，事故飞机飞行员曾因一个温度传感器异常而取消起飞，令该班机延誤一小时。这个温度传感器随后被地面人员关闭。西班牙航空称关闭温度传感器的操作完全符合航空公司和飞行安全的规范。
讀取飛行紀錄器發現起飛時襟翼及縫翼沒有打開，這情形飛機是無法順利升空的，故於離地40呎就墜機。但第一次起飛時襟翼及縫翼有確實打開，地勤人員維修後再次起飛時機師卻忘記打開，執行檢查單時亦遺漏檢查襟翼，因而導致墜機。至於起飛結構警報沒響起的原因，調查員懷疑是機上R2-5繼電器故障(温度传感器亦此繼電器控制)導致。
| 国籍       | 乗客 | 乗組員 | 合計 |
| ---------- | ---- | ------ | ---- |
| 玻利维亚   | 1    | 0      | 1    |
| 巴西       | 2    | 0      | 2    |
| 保加利亚   | 1    | 0      | 1    |
| 加拿大     | 1    | 0      | 1    |
| 芬兰       | 1    | 0      | 1    |
| 法國       | 2    | 0      | 2    |
|            | 1    | 0      | 1    |
| 德国       | 5    | 0      | 5    |
| 印度尼西亞 | 1    | 0      | 1    |
| 義大利     | 1    | 0      | 1    |
| 毛里塔尼亚 | 1    | 0      | 1    |
| 墨西哥     | 1    | 0      | 1    |
| 西班牙     | 145  | 6      | 151  |
| 土耳其     | 1    | 0      | 1    |
| 英国       | 1    | 0      | 1    |
| 美国       | 1    | 0      | 1    |
| 合計       | 166  | 6      | 172  |

## 其他
西班牙航空是星空联盟成员，参与成员飞行代码共享计划，出事時的客機機身正好披上星空聯盟的特別塗裝。另外，5022次航班与德国汉莎航空LH 2554航班代码共享。一些持汉莎航空公司机票的乘客也搭乘了该事故飞机。具体汉莎航空公司乘客人数仍在确认中，但已知有4名德国乘客是持汉莎航空公司机票的。
1985年2月19日，西班牙國家航空610號班機於同一個機場墜機，全機148人死亡。該次空難是5022號班機前，西班牙本土最大的空難事故。

## 事故之後
西班牙首相薩帕特羅宣佈空難後一連三日為全國哀悼日。事故發生時正值北京奧運舉辦期間，儘管西班牙媒體報導國際奧委會禁止西班牙在奧運選手村中降半旗和佩戴黑布，但兩位選手上台領獎時依然佩上黑布，向死者表示哀悼。

## 類似事故
- 西北航空255號班機空難
- 達美航空1141號班機空難
- 阿根廷私人航空3142號班機空難

## 外部連結
- 《Airway世界民航雜誌》報告 （页面存档备份，存于）
- AirDisaster.Com 報告 （页面存档备份，存于）